# Język tukang besi
Język tukang besi, także wakatobi, bahasa pulo („język wyspiarski”) – język austronezyjski używany na wyspach Tukangbesi w indonezyjskiej prowincji Celebes Południowo-Wschodni. Według danych z 1995 roku posługuje się nim 250 tys. osób. Użytkownicy tego języka zamieszkują również archipelag Moluków, Małe Wyspy Sundajskie, wybrzeża indonezyjskiej Papui, południowy Celebes, Borneo, Sumatrę, Jawę, a także Singapur. 
Jest silnie rozdrobniony dialektalnie. Istnieją cztery główne dialekty: wanci i kaledupa (północne) oraz tomea i binongko (południowe). Publikacje Ethnologue (wyd. 22) i Glottolog (4.6) odrębnie klasyfikują warianty północny i południowy. Bez wcześniejszej styczności obie odmiany są słabo wzajemnie zrozumiałe, jako że różnice dotyczą wielu elementów podstawowej leksyki. Na poziomie gramatyki dialekty są do siebie bardzo zbliżone. Tukang besi został powiązany z językiem bonerate, który bywa rozpatrywany jako dialekt. M. Donohue (2000) i R. van den Berg (2003) postulują przynależność bonerate do południowych dialektów tukang besi.
Tukang besi służy jako język handlowy w niektórych zakątkach Moluków (Bacan, Sulabesi, Taliabu), Celebesu i Sumbawy. Na jego bazie wykształcił się pidżyn, który ma ponad 150 tys. użytkowników (z czego 75 tys. to również rodzimi użytkownicy pierwotnego języka).
W społecznościach wielojęzycznych traci na znaczeniu społecznym i jest wypierany przez dialekty języka malajskiego. Zmiana ta jest widoczna wśród młodszego pokolenia. Na wyspach Tukangbesi pozostaje jednak głównym środkiem komunikacji, używanym przez wszystkich członków społeczności. Na obszarach przybrzeżnych, w pobliżu ośrodków władz państwowych, większość populacji rozumie lokalny malajski bądź indonezyjski. Poza różnymi odmianami malajskiego i językiem narodowym używane są również inne lokalne języki (wolio, cia-cia, lasalimu), zwłaszcza na wyspie Wanci.
Istnieje szereg różnych nazw określających ten język i grupę etniczną. Grupy ludności Tukang Besi są we wschodniej Indonezji znane jako orang Buton lub orang Binongko. Nazwa Buton jest jednak niejednoznaczna, gdyż w samej prowincji Celebes Południowo-Wschodni określa grupę etniczną Wolio i język wolio. Ponadto społeczności Tukang Besi bywają mylone z Bugisami lub Badżawami.
Badaniem tukang besi zajmował się Mark Donohue, autor szeregu artykułów i opracowania gramatycznego (A Grammar of Tukang Besi, 1999). Wcześniejsze materiały są bardzo ograniczone; pierwsze dane (o charakterze leksykalnym) ukazały się dopiero w 1978 r. W języku indonezyjskim powstała publikacja Morfologi dan Sintaksis Bahasa Binongko (1991), opisująca dialekt binongko. Tukang besi nie wykształcił tradycji piśmienniczej, zapisywany jest jedynie sporadycznie. 